# Дискография The Black Eyed Peas
Дискография американской хип-хоп группы The Black Eyed Peas включает в себя 7 студийных, 6 мини- и 2 видеоальбома, 29 сингла, 2 сборника, 44 видеоклипов и 6 саундтреков.

## Альбомы

### Студийные альбомы
| Название | Высшая позиция | Высшая позиция | Высшая позиция | Высшая позиция | Высшая позиция | Высшая позиция | Высшая позиция | Высшая позиция | Высшая позиция | Высшая позиция | Сертификация | Продажи                                                        |
| Название | США            | АВС            | АВТ            | КАН            | ФРА            | ГЕР            | НИД            | НОЗ            | ШВА            | ВЕЛ            | Сертификация | Продажи                                                        |
| --- | -------------- | -------------- | -------------- | -------------- | -------------- | -------------- | -------------- | -------------- | -------------- | -------------- | --- | -------------------------------------------------------------- |
| Behind the Front - Дата выхода: 30 июня 1998 - Лейбл: Interscope, will.i.am (#INT2-90152) - Формат: LP, CD, кассета, цифровая дистрибуция      | 129            | —              | —              | —              | 149            | —              | —              | —              | —              | —              | |                                                                |
| Bridging the Gap - Дата выхода: 26 сентября 2000 - Лейбл: Interscope, will.i.am (#069490662-1) - Формат: LP, CD, кассета, цифровая дистрибуция | 67             | 37             | —              | —              | —              | 82             | —              | 18             | —              | —              | |                                                                |
| Elephunk - Дата выхода: 24 июня 2003 - Лейбл: A&M, will.i.am, Interscope (#0602498606377) - Формат: LP, CD, цифровая дистрибуция               | 14             | 1              | 3              | 2              | 2              | 6              | 5              | 2              | 1              | 3              | - РФ: 3× Платиновый - США: 2× Платиновый - АВС: 4× Платиновый - АВТ: Золотой - КАН: 7× Платиновый - ИРЛ: 2× Платиновый - ФРА: Платиновый - ГЕР: Платиновый - ШВА: Платиновый - ВЕЛ: 4× Платиновый | - Мир: 8,000,000 - РФ: 60,000 - США: 3,204,000 - ГЕР: 200,000  |
| Monkey Business - Дата выхода: 27 мая 2005 - Лейбл: A&M, will.i.am, Interscope (#602498821848) - Форматы: LP, CD, цифровая дистрибуция         | 2              | 1              | 2              | 1              | 1              | 1              | 3              | 1              | 1              | 4              | - РФ: 4× Платиновый - США: 3× Платиновый - АВС: 6× Платиновый - АВТ: Золотой - КАН: 6× Платиновый - ФРА: 2× Золотой - ГЕР: Платиновый - ИРЛ: Платиновый - ШВА: 2× Платиновый - ВЕЛ: 3× Платиновый | - Мир: 10,000,000 - РФ: 80,000 - США: 4,272,000 - ГЕР: 200,000 |
| The E.N.D. - Дата выхода: 3 июня 2009 - Лейбл: Interscope, will.i.am (#B0012887-02) - Форматы: LP, CD, цифровая дистрибуция                    | 1              | 1              | 5              | 1              | 1              | 2              | 8              | 1              | 2              | 3              | - США: 2×Платиновый - АВС: 4× Платиновый - КАН: 5× Платиновый - ФРА: Бриллиантовый - ГЕР: 2× Платиновый - ИРЛ: 4× Платиновый - НОЗ: 2× Платиновый - ШВА: 2× Платиновый - ВЕЛ: 4× Платиновый       | - Мир: 12,000,000 - США: 3,017,000 - ГЕР: 400,000              |
| The Beginning - Выпущен: 26 ноября 2010 - Лейбл: Interscope, will.i.am - Форматы: LP, CD, цифровая дистрибуция                                 | 6              | 8              | 15             | 2              | 1              | 2              | 34             | 12             | 4              | 8              | - АВС: Платиновый - АВТ: Золотой - ФРА: 4× Платиновый - ГЕР: Золотой - НОЗ: Золотой - ШВА: Платиновый                                                                                             | - Мир: 3,000,000 - США: 648,700 - КАН: 27,400                  |
| Знак «—» обозначает, что альбом не вошёл в чарт или не был издан в данной стране.                                                              |                |                |                |                |                |                |                |                |                |                | |                                                                |

### Сборники
| Название, детали | Примечания |
| --- | --- |
| iTunes Originals — The Black Eyed Peas - Дата выхода: 20 сентября 2005 - Лейбл: Interscope - Формат: цифровая дистрибуция                      | - Содержит треки живых выступлений, интервью и треки, взятые из альбомов Behind the Front, Elephunk и Monkey Business. |
| The E.N.D. Summer 2010 Canadian Invasion Tour: Remix Collection - Дата выхода: 27 июля 2010 - Лейбл: Interscope - Формат: цифровая дистрибуция | - Ремиксы на песни из альбома The E.N.D.                                                                               |

Также был выпущен сборник The Best of the E.N.D., включающий в себя лучшие песни альбома The E.N.D. Он продается как комбинированный подарочное издание к альбому The Beginning на iTunes и Amazon. Состоит из 5 песен: Boom Boom Pow, I Gotta Feeling, Meet Me Halfway, Imma Be и Rock That Body.

### Мини-альбомы
| Название, детали |
| --- |
| Renegotiations: The Remixes - Дата выхода: 21 марта 2006 - Лейбл: Interscope - Форматы: CD, цифровая дистрибуция                |
| Invasion Of Boom Boom Pow (Megamix) - Дата выхода: 5 мая 2009 - Лейбл: Interscope - Форматы: цифровая дистрибуция               |
| Invasion Of I Gotta Feeling (Megamix) - Дата выхода: 22 сентября 2009 - Лейбл: Interscope - Формат: цифровая дистрибуция        |
| Invasion Of Meet Me Halfway (Megamix) - Дата выхода: 17 ноября 2009 - Лейбл: Interscope - Формат: цифровая дистрибуция          |
| Invasion Of Imma Be Rocking That Body (Megamix) - Дата выхода: 6 апреля 2010 - Лейбл: Interscope - Формат: цифровая дистрибуция |
| The Time (Dirty Bit) (Re-Pixelated) - Дата выхода: 11 января 2011 - Лейбл: Interscope - Формат: цифровая дистрибуция            |

## Синглы
| Название                                                                         | Год  | Наивысшие места в чартах | Наивысшие места в чартах | Наивысшие места в чартах | Наивысшие места в чартах | Наивысшие места в чартах | Наивысшие места в чартах | Наивысшие места в чартах | Наивысшие места в чартах | Наивысшие места в чартах | Наивысшие места в чартах | Сертификации | Альбом           |
| Название                                                                         | Год  | США                      | АВС                      | АВТ                      | КАН                      | ГЕР                      | ИРЛ                      | НИД                      | НОЗ                      | ШВА                      | ВЕЛ                      | Сертификации | Альбом           |
| -------------------------------------------------------------------------------- | ---- | ------------------------ | ------------------------ | ------------------------ | ------------------------ | ------------------------ | ------------------------ | ------------------------ | ------------------------ | ------------------------ | ------------------------ | --- | ---------------- |
| «Fallin' Up»                                                                     | 1997 | —                        | —                        | —                        | —                        | —                        | —                        | —                        | —                        | —                        | —                        | | Behind the Front |
| «Joints & Jam»                                                                   | 1998 | —                        | —                        | —                        | —                        | —                        | —                        | —                        | —                        | —                        | 53                       | | Behind the Front |
| «Karma»                                                                          | 1999 | —                        | —                        | —                        | —                        | —                        | —                        | —                        | —                        | —                        | —                        | | Behind the Front |
| «Head Bobs»                                                                      | 1999 | —                        | —                        | —                        | —                        | —                        | —                        | —                        | —                        | —                        | —                        | | Behind the Front |
| «What It Is»                                                                     | 1999 | —                        | —                        | —                        | —                        | —                        | —                        | —                        | —                        | —                        | —                        | | Behind the Front |
| «BEP Empire/Get Original»                                                        | 2000 | —                        | —                        | —                        | —                        | —                        | —                        | —                        | —                        | —                        | —                        | | Bridging the Gap |
| «Weekends» (при участии Esthero)                                                 | 2000 | —                        | 94                       | —                        | —                        | 100                      | —                        | —                        | —                        | —                        | —                        | | Bridging the Gap |
| «Request + Line» (при участии Macy Gray)                                         | 2001 | 63                       | 21                       | —                        | —                        | 85                       | 45                       | —                        | 10                       | —                        | 31                       | | Bridging the Gap |
| «Where Is the Love?»                                                             | 2003 | 8                        | 1                        | 1                        | 5                        | 1                        | 1                        | 1                        | 1                        | 1                        | 1                        | - США: Золотой - АВС: 2× Платиновый - ГЕР: Золотой - НОЗ: Платиновый[a] - ВЕЛ: Платиновый                                                                      | Elephunk         |
| «Shut Up»                                                                        | 2003 | —                        | 1                        | 1                        | 1                        | 1                        | 1                        | 2                        | 1                        | 1                        | 2                        | - США: Золотой - АВС: 2× Платиновый - АВТ: Золотой - ГЕР: Платиновый - НОЗ: Платиновый[a] - ШВА: Платиновый - ВЕЛ: Серебряный                                  | Elephunk         |
| «Hey Mama»                                                                       | 2004 | 23                       | 4                        | 4                        | 9                        | 5                        | 5                        | 5                        | 4                        | 3                        | 6                        | - США: Золотой - АВС: Золотой - НОЗ: Золотой[a] | Elephunk         |
| «Let's Get It Started»                                                           | 2004 | 21                       | 2                        | 18                       | 2                        | 18                       | 11                       | 11                       | 6                        | 13                       | 11                       | - США: Золотой - АВС: Платиновый | Elephunk         |
| «Don't Phunk with My Heart»                                                      | 2005 | 3                        | 1                        | 5                        | —                        | 8                        | 4                        | 2                        | 1                        | 3                        | 3                        | - США: Золотой - АВС: Платиновый - НОЗ: Платиновый[a] | Monkey Business  |
| «Don't Lie»                                                                      | 2005 | 14                       | 6                        | 6                        | —                        | 12                       | 11                       | 4                        | 5                        | 11                       | 6                        | - АВС: Золотой | Monkey Business  |
| «My Humps»                                                                       | 2005 | 3                        | 1                        | 4                        | —                        | 4                        | 1                        | 4                        | 1                        | 3                        | 3                        | - США: 2× Платиновый - АВС: Платиновый - НОЗ: Золотой[a] | Monkey Business  |
| «Pump It»                                                                        | 2006 | 18                       | 6                        | 14                       | 7                        | 19                       | 3                        | 15                       | 2                        | 8                        | 3                        | - АВС: Золотой | Monkey Business  |
| «Boom Boom Pow»                                                                  | 2009 | 1                        | 1                        | 3                        | 1                        | 3                        | 3                        | 10                       | 2                        | 4                        | 1                        | - США: 5× Платиновый - АВС: 4× Платиновый - КАН: 8× Платиновый - ГЕР: Золотой - НОЗ: Платиновый - ШВА: Платиновый - ВЕЛ: Платиновый                            | The E.N.D        |
| «I Gotta Feeling»                                                                | 2009 | 1                        | 1                        | 1                        | 1                        | 3                        | 1                        | 1                        | 1                        | 1                        | 1                        | - США: 7× Платиновый - АВС: 5× Платиновый - КАН: Бриллиантовый - ФРА: Платиновый - ГЕР: Платиновый - НОЗ: 3× Платиновый - ШВА: 2× Платиновый - ВЕЛ: Платиновый | The E.N.D        |
| «Meet Me Halfway»                                                                | 2009 | 7                        | 1                        | 4                        | 5                        | 1                        | 2                        | 3                        | 3                        | 3                        | 1                        | - США: 2× Платиновый - АВС: 3× Платиновый - КАН: 2× Платиновый - ФРА: Платиновый - ГЕР: Золотой - НОЗ: Платиновый - ШВА: Золотой - ВЕЛ: Золотой                | The E.N.D        |
| «Rock That Body»                                                                 | 2010 | 9                        | 8                        | 7                        | 41                       | 10                       | 9                        | 17                       | 16                       | 27                       | 11                       | - АВС: Платиновый - НОЗ: Золотой | The E.N.D        |
| «Imma Be»                                                                        | 2010 | 1                        | 7                        | —                        | 5                        | 49                       | —                        | —                        | —                        | —                        | 55                       | - США: 2× Платиновый - АВС: Платиновый - КАН: Платиновый | The E.N.D        |
| «The Time (Dirty Bit)»                                                           | 2010 | 4                        | 1                        | 1                        | 1                        | 1                        | 2                        | 4                        | 1                        | 1                        | 1                        | - АВС: 3× Платиновый - ГЕР: Платиновый - НОЗ: Платиновый - ШВА: 2× Платиновый                                                                                  | The Beginning    |
| «Just Can’t Get Enough»                                                          | 2011 | 3                        | 3                        | 2                        | 5                        | 9                        | 7                        | 12                       | 4                        | 3                        | 3                        | - АВС: 2× Платиновый - НОЗ: Платиновый - ШВА: Золотой - ГЕР: Золотой                                                                                           | The Beginning    |
| «Don't Stop the Party»                                                           | 2011 | 86                       | 16                       | 37                       | 18                       | 27                       | 10                       | 84                       | 9                        | 72                       | 17                       | - АВС: Золотой | The Beginning    |
| Знак «—» обозначает, что сингл не вошёл в чарт или не был издан в данной стране. |      |                          |                          |                          |                          |                          |                          |                          |                          |                          |                          | |                  |

### Совместные синглы
| Год  | Название                                                       | Высшая позиция | Высшая позиция | Высшая позиция | Высшая позиция | Высшая позиция | Высшая позиция | Высшая позиция | Высшая позиция | Альбом   |
| Год  | Название                                                       | РФ             | АВТ            | ФРА            | ГЕР            | ИРЛ            | НИД            | ШВА            | ВЕЛ            | Альбом   |
| ---- | -------------------------------------------------------------- | -------------- | -------------- | -------------- | -------------- | -------------- | -------------- | -------------- | -------------- | -------- |
| 2006 | «Mas Que Nada» (Sérgio Mendes при участии The Black Eyed Peas) | 11             | 8              | 40             | 14             | 9              | 1              | 4              | 6              | Timeless |

### Промосинглы
| Год  | Название             | Высшая позиция | Высшая позиция | Высшая позиция | Высшая позиция | Высшая позиция | Высшая позиция | Альбом        |
| Год  | Название             | БЕЛ            | ВЕЛ            | КАН            | США            | ФРА            | ЯПО            | Альбом        |
| ---- | -------------------- | -------------- | -------------- | -------------- | -------------- | -------------- | -------------- | ------------- |
| 2009 | «Alive»              | —              | 88             | 62             | 102            | —              | 79             | The E.N.D.    |
| 2010 | «Missing You»        | 22             | —              | —              | —              | 6              | —              | The E.N.D.    |
| 2010 | «Do It Like This»    | —              | —              | —              | —              | —              | —              | The Beginning |
| 2010 | «Light Up the Night» | —              | —              | 99             | —              | —              | —              | The Beginning |
| 2011 | «Whenever»           | 3              | —              | —              | —              | 2              | —              | The Beginning |

## Другие песни, попавшие в чарты
| Год  | Название                                  | Высшая позиция | Высшая позиция | Высшая позиция | Высшая позиция | Высшая позиция | Высшая позиция | Альбом          |
| Год  | Название                                  | АВС            | КАН            | ВЕЛ            | ПОР            | США            | World OST      | Альбом          |
| ---- | ----------------------------------------- | -------------- | -------------- | -------------- | -------------- | -------------- | -------------- | --------------- |
| 2005 | «Sexy»                                    | —              | —              | —              | —              | —              | 1              | Elephunk        |
| 2005 | «Feel It»                                 | —              | —              | —              | —              | —              | 6              | Monkey Business |
| 2005 | «Gone Going» (при участии Джека Джонсона) | —              | —              | —              | 35             | 37             | —              | Monkey Business |
| 2009 | «Showdown»                                | 66             | —              | —              | —              | —              | —              | The E.N.D.      |
| 2010 | «Love You Long Time»                      | —              | —              | 36             | —              | —              | —              | The Beginning   |
| 2011 | «Someday»                                 | —              | 80             | —              | —              | —              | —              | The Beginning   |

## Видеоальбомы
| Название                      | Детали                                                               | Сертификации    |
| ----------------------------- | -------------------------------------------------------------------- | --------------- |
| Behind the Bridge to Elephunk | - Дата выхода: 31 мая 2004 - Лейбл: Interscope Records - Формат: DVD | АВС: Золотой    |
| Live from Sydney to Vegas     | - Дата выхода: 4 декабря 2006 - Лейбл: A&M Records - Формат: DVD     | АВС: Платиновый |

## Видеоклипы
| Год  | Название                    | Режиссёр(ы)                    |
| ---- | --------------------------- | ------------------------------ |
| 1998 | «Head Bobs»                 | Brian Beletic                  |
| 1998 | «Fallin' Up»                | Brian Beletic                  |
| 1998 | «Joints & Jams»             | Brian Beletic                  |
| 1998 | «Karma»                     | Brian Beletic                  |
| 1999 | «What It Is»                | Brian Beletic                  |
| 2000 | «BEP Empire»                | Brian Beletic                  |
| 2000 | «Weekends»                  | Brian Beletic                  |
| 2001 | «Request + Line»            | Joseph Kahn                    |
| 2001 | «Get Original»              | Anthony Mandler                |
| 2003 | «Where Is the Love?»        | will.i.am                      |
| 2003 | «Shut Up»                   | The Malloys                    |
| 2004 | «Hey Mama»                  | Emily Robinson                 |
| 2004 | «Let’s Get It Started»      | Francis Lawrence               |
| 2004 | «The Apl Song»              | Patricio Ginelsa               |
| 2005 | «Don’t Phunk with My Heart» | The Malloys                    |
| 2005 | «Don’t Lie»                 | The Saline Project             |
| 2005 | «My Humps»                  | Fatima Robinson и Malik Sayeed |
| 2005 | «Like That»                 | Syndrome/Nabil Elderkin        |
| 2006 | «Pump It»                   | Francis Lawrence               |
| 2006 | «Bebot»                     | Patricio Ginelsa               |
| 2006 | «Union»                     | will.i.am                      |
| 2006 | «Mas Que Nada»              | Syndrome/Nabil Elderkin        |
| 2009 | «Boom Boom Pow»             | Mat Cullen & Mark Kudsi        |
| 2009 | «I Gotta Feeling»           | Ben Mor                        |
| 2009 | «Meet Me Halfway»           | Ben Mor                        |
| 2010 | «Imma Be Rocking That Body» | Rich Lee                       |
| 2010 | «The Time (Dirty Bit)»      | Rich Lee                       |
| 2011 | «Just Can’t Get Enough»     | Ben Mor                        |
| 2011 | «Don’t Stop the Party»      | Ben Mor                        |
| 2011 | «XOXOXO»                    | will.i.am                      |

## Саундтреки
| Год  | Песня                              | Высшая позиция | Альбом                           |
| Год  | Песня                              | World OST      | Альбом                           |
| ---- | ---------------------------------- | -------------- | -------------------------------- |
| 2000 | «Complete Beloved»                 | —              | Love & Basketball                |
| 2001 | «I Want Cha»                       | —              | Scary Movie                      |
| 2001 | «Magic» (при участии Terry Dexter) | —              | Legally Blonde                   |
| 2004 | «For The People»                   | 3              | Yu-Gi-Oh! The Movie Soundtrack   |
| 2007 | «Express Yourself»                 | —              | Bratz: Motion Picture Soundtrack |
| 2010 | «Someday»                          | —              | Knight and Day                   |